# 秃满答儿
秃满答儿（?—?），元朝蒙古斡亦剌部贵族、驸马。
秃满答儿娶元世祖忽必烈的孙女脱脱灰为妻，即《元史·暗伯传》所记载的秃绵答儿。至元二十四年（1287年），乃颜之乱之后，他参与哈鲁孙之乱，反对忽必烈，被暗伯刺杀。

## 延伸阅读
[在维基数据编辑]
 《新元史/卷135》，出自柯劭忞《新元史》